# Lacmellea armata
Lacmellea armata är en oleanderväxtart som först beskrevs av Henri François Pittier, och fick sitt nu gällande namn av Monachino. Lacmellea armata ingår i släktet Lacmellea och familjen oleanderväxter. Inga underarter finns listade i Catalogue of Life.